# Nocardia farcinica
Espèce
Nocardia farcinica est une espèce de bactéries de la famille des Nocardiaceae.

## Taxonomie
Le nom correct complet (avec auteur) de ce taxon est Nocardia farcinica Trevisan 1889.

### Étymologie
L'étymologie du nom spécifique de Nocardia farcinica est la suivante : far.ci.ni.ca French n. farcin, farcy ou morve; from L. neut. n. farciminum, une maladie des chevaux ou autres animaux (même origine que farcinem); L. fem. adj. suff. -ica, suffxe utilisé dans le sens d'appartenant à; N.L. fem. adj. farcinica, en relation avec le farcin.

### Phylogénie
L'analyse phylogénique de l'ARNr 16S de l'espèce Nocardia beijingensis a permis de classer celle-ci proche de l'espèce N. farcinica.